# امیل وژلن
امیل وژلن (فرانسوی: Émile Wegelin‎; ۲۴ دسامبر ۱۸۷۵ – ۲۶ ژوئن ۱۹۶۲) قایقران روئینگ اهل فرانسه بود.